# Китманушка
Китману́шка (рос. Кытманушка) — селище (колишнє село) у складі Китмановського району Алтайського краю, Росія. Адміністративний центр Тягунської сільської ради.

## Населення
Населення — 239 осіб (2010; 285 у 2002).
Національний склад (станом на 2002 рік):
- росіяни — 78 %